# دونا لين شامبلن
دونا لين شامبلن (بالإنجليزية: Donna Lynne Champlin)‏ هي ممثلة أمريكية، ولدت في 27 يناير 1971 في روتشستر في الولايات المتحدة.

## أعمال

### مسلسلات
- حبيبة سابقة مجنونة

## وصلات خارجية
- الموقع الرسمي
- دونا لين شامبلن على موقع IMDb (الإنجليزية)
- دونا لين شامبلن على موقع ميوزك برينز (الإنجليزية)
- دونا لين شامبلن على موقع أول موفي (الإنجليزية)
- دونا لين شامبلن على موقع قاعدة بيانات برودواي على الإنترنت (الإنجليزية)
- دونا لين شامبلن على موقع أول ميوزيك (الإنجليزية)
- دونا لين شامبلن على موقع ديسكوغز (الإنجليزية)
- دونا لين شامبلن على موقع قاعدة بيانات الفيلم (الإنجليزية)